# 119 (tal)
119 är det naturliga talet som följer 118 och som följs av 120.
- Hexadecimalt: 77
- Binärt: 1110111
- Delare: 7, 17
- Primfaktorisering: 7 och 17

## Inom matematiken
- 119 är ett udda tal.
- 119 är ett semiprimtal
- 119 är ett Perrintal

## Inom vetenskapen
- 119 Althaea, en asteroid